# Epallage fatime
Genre
Espèce
Epallage fatime, l'odalisque pruineuse, est une espèce d'insectes de la famille des Euphaeidae, appartenant au sous-ordre des zygoptères (demoiselles) dans l'ordre des odonates. C'est la seule espèce du genre Epallage (monotypique).